# Соуза, Глейсон Де Паулу
Глейсон Де Паулу Соуза (порт.-браз. Gleison De Paula Souza; род. 14 мая 1984, Бразилия) — бразильский богослов-мирянин и куриальный сановник. Секретарь Дикастерии по интерпретации законодательных текстов с 17 ноября 2022. 

## Биография
Глейсон Де Паулу Соуза присоединился к Конгрегации сыновей Божественного Провидения в 2005 году, к которой он принадлежал до 2016 года. Он изучал католическое богословие в Папском Салезианском университете, где в 2015 году получил степень бакалавра. В 2019 году получил степень магистра философии в Университете Саленто в Лечче. Затем он работал учителем религии в государственной средней школе в Галатине.
17 ноября 2022 года Папа Франциск назначил Глейсона Де Паулу Соузу секретарём Дикастерии по делам мирян, семьи и жизни
Глейсон Де Паулу Соуза женат, имеет двух дочерей.